# George J. Folsey
George J. Folsey (parfois crédité George Folsey), A.S.C., est un directeur de la photographie américain, de son nom complet George Joseph Folsey, né à New York (État de New York) le 2 juillet 1898, mort à Santa Monica (Californie) le 1er novembre 1988.

## Biographie
George J. Folsey débute au cinéma en 1915 comme deuxième assistant opérateur, puis en 1919 comme chef opérateur. Il exerce régulièrement cette dernière fonction (sur 160 films en tout, principalement pour la Metro-Goldwyn-Mayer) jusqu'en 1963, avant de collaborer à deux dernières réalisations en 1972 et 1976. Il est également acteur (unique apparition à ce titre) dans un film muet sorti en 1921.
Parmi les réalisateurs qu'il assiste, mentionnons Dorothy Arzner (ex. : L'Inconnue du palace en 1937, avec Joan Crawford et Franchot Tone), Frank Borzage (ex. : L'Ensorceleuse en 1938, avec Joan Crawford, Melvyn Douglas et Margaret Sullavan), George Cukor (ex. : Madame porte la culotte en 1949, avec Spencer Tracy et Katharine Hepburn), Robert Florey (ex. : Noix de coco en 1929, avec les Marx Brothers), Robert Z. Leonard (ex. : Le Grand Ziegfeld en 1936, avec William Powell et Myrna Loy), Vincente Minnelli (ex. : Le Chant du Missouri en 1944, avec Judy Garland et Lucille Bremer), Richard Thorpe (ex. : le western La Vallée de la vengeance en 1951, avec Burt Lancaster, Robert Walker et Joanne Dru), ou encore Fred M. Wilcox (ex. : Planète interdite en 1956, avec Leslie Nielsen et Anne Francis), entre autres.
Pour la télévision, il est directeur de la photographie sur la série Le Fugitif en 1963 et sur un téléfilm en 1968.
Au cours de sa carrière, George J. Folsey obtient treize nominations (voir détails ci-dessous) à l'Oscar de la meilleure photographie, mais n'en gagne aucun.
Il est le père de George Folsey, Jr. (en) (1939-), monteur et producteur de cinéma.

## Filmographie partielle
Comme directeur de la photographie, sauf mention contraire :

### Au cinéma
- 1916 : Snow White de J. Searle Dawley (deuxième assistant opérateur)
- 1918 : La Case de l'oncle Tom (Uncle Tom's Cabin) de J. Searle Dawley (deuxième assistant opérateur)
- 1919 : His Bridal Night de Kenneth S. Webb
- 1920 : The Fear Market de Kenneth S. Webb
- 1920 : On demande un mari (The Frisky Mrs. Johnson) d'Edward Dillon
- 1920 : Sinners de Kenneth S. Webb
- 1920 : The Stolen Kiss de Kenneth S. Webb
- 1921 : The Education of Elizabeth (en) d'Edward Dillon
- 1921 : Room and Board d'Alan Crosland
- 1921 : The Road to London d'Eugene Mullin (acteur)
- 1921 : Les Périls de l'ignorance (Sheltered Daughters) de Edward Dillon
- 1921 : The Case of Becky de Chester M. Franklin
- 1921 : A Heart to Left d'Edward Dillon
- 1922 : Le Foyer en péril (What's Wrong with the Women?) de Roy William Neill
- 1922 : Mamzelle sans nom (Nancy from Nowhere) de Chester M. Franklin
- 1922 : Slim Shoulders (en) d'Alan Crosland
- 1922 : A Game Chicken (en) d'Edward Dillon
- 1923 : Le Châle aux fleurs de sang (The Bright Shawl) de John S. Robertson
- 1923 : Radio-Mania de Roy William Neill
- 1923 : The Fighting Blade de John S. Robertson
- 1923 : Twenty-One de John S. Robertson
- 1924 : Born Rich de William Nigh
- 1924 : The Enchanted Cottage de John S. Robertson
- 1925 : The Necessary Evil de George Archainbaud
- 1925 : The Half-Way Girl de John Francis Dillon
- 1925 : Scarlet Saint de George Archainbaud
- 1926 : The Savage de Fred C. Newmeyer
- 1926 : Too Much Money de John Francis Dillon
- 1926 : Ladies at Play d'Alfred E. Green
- 1927 : Orchids and Ermin d'Alfred Santell
- 1927 : See you in Jail de Joseph Henabery
- 1927 : Chiffons (The American Beauty) de Richard Wallace
- 1927 : No Place to Go de Mervyn LeRoy
- 1927 : Oh! Marquise (Her Wild Oat) de Marshall Neilan
- 1928 : Lady Be Good de Richard Wallace
- 1928 : The Butter and Egg Man de Richard Wallace
- 1929 : The Letter de Jean de Limur
- 1929 : Le Trou dans le mur (The Hole in the Wall) de Robert Florey
- 1929 : Noix de coco (The Cocoanuts) de Robert Florey et Joseph Santley
- 1929 : Night Club de Robert Florey
- 1929 : Applause de Rouben Mamoulian
- 1929 : Pusher-in-the-Face de Robert Florey
- 1929 : The Laughing Lady de Victor Schertzinger
- 1929 : Glorifying the American Girl
- 1929 : The Battle of Paris de Robert Florey
- 1930 : The Royal Family of Broadway de George Cukor et Cyril Gardner
- 1930 : Dangerous Nan McGrew de Malcolm St. Clair
- 1930 : Rire (Laughter) d'Harry d'Abbadie d'Arrast
- 1930 : L'Explorateur en folie (Animal Crackers) de Victor Heerman
- 1930 : La Grande Mare (The Big Pond) d'Hobart Henley
- 1931 : Stolen Heaven de George Abbott
- 1931 : Honor Among Lovers de Dorothy Arzner
- 1931 : The Cheat de George Abbott
- 1931 : Le Lieutenant souriant (The Smiling Lieutenant) d'Ernst Lubitsch
- 1931 : Secrets of a Secretary de George Abbott
- 1931 : My Sin de George Abbott
- 1932 : The Animal Kingdom d'Edward H. Griffith et George Cukor
- 1932 : The Wiser Sex (en) de Berthold et Victor Viertel
- 1932 : The Misleading Lady de Stuart Walker
- 1932 : The Big Broadcast de Frank Tuttle
- 1933 : Men must fight d'Edgar Selwyn
- 1933 : Une soirée à Vienne (Reunion in Vienna) de Sidney Franklin
- 1933 : Storm at Daybreak de Richard Boleslawski
- 1933 : Danseuse étoile (Stage Mother) de Charles Brabin
- 1933 : Au pays du rêve (Going Hollywood) de Raoul Walsh
- 1934 : La Passagère (Chained) de Clarence Brown
- 1934 : Les Hommes en blanc (Men in White), de Richard Boleslawski
- 1934 : Souvent femme varie (Forsaking All Others) de W. S. Van Dyke
- 1934 : Agent no 13 (Operator 13), de Richard Boleslawski
- 1935 : Age of Indiscretion d'Edward Ludwig
- 1935 : Imprudente Jeunesse (Reckless) de Victor Fleming
- 1935 : Vivre sa vie (I live my Life) de W. S. Van Dyke
- 1935 : Reine de beauté (Page Miss Glory) de Mervyn LeRoy
- 1935 : Un bienfait dangereux (Kind Lady) de George B. Seitz
- 1936 : L'Enchanteresse (The Gorgeous Hussy) de Clarence Brown
- 1936 : Betsy (Hearts divided) de Frank Borzage
- 1936 : Le Grand Ziegfeld (The Great Ziegfled) de Robert Z. Leonard
- 1937 : La Vie privée d'un tribun (Parnell) de John M. Stahl
- 1937 : Mannequin (titre original) de Frank Borzage
- 1937 : L'Inconnue du palace (The Bride Wore Red) de Dorothy Arzner
- 1937 : La Fin de Mme Cheyney (The Last of Mrs. Cheyney) de Richard Boleslawski
- 1938 : Le Retour d'Arsène Lupin (Arsène Lupin Returns), de George Fitzmaurice
- 1938 : Hold That Kiss d'Edwin L. Marin
- 1938 : L'Ensorceleuse (The Shinning Hour) de Frank Borzage
- 1938 : Marie-Antoinette (Marie Antoinette) de W.S. Van Dyke
- 1939 : Avocat mondain (Society Lawyer), d'Edwin L. Marin
- 1939 : Mon mari court encore (Fast and Furious) de Busby Berkeley
- 1939 : La Dame des tropiques (Lady of the Tropics) de Jack Conway
- 1939 : Remember? de Norman Z. McLeod
- 1939 : Mon mari conduit l'enquête d'Edwin L. Marin
- 1940 : Two Girls on Broadway de S. Sylvan Simon
- 1940 : Third Finger, Left Hand de Robert Z. Leonard
- 1940 : Gallant Sons de George B. Seitz
- 1941 : Viens avec moi (Come Live with Me) de Clarence Brown
- 1941 : Divorce en musique (Lady Be Good) de Norman Z. McLeod
- 1941 : Free and Easy de George Sidney
- 1941 : The Trial of Mary Dugan de Norman Z. McLeod
- 1941 : La Proie du mort (Rage in Heaven) de W.S. Van Dyke
- 1941 : Le Célibataire marié (Married Bachelor) d'Edward Buzzell et Norman Taurog
- 1942 : Rio Rita de S. Sylvan Simon
- 1942 : Panama Hattie de Norman Z. McLeod, Roy Del Ruth et Vincente Minnelli
- 1942 : Sept Amoureuses (Seven Sweethearts) de Frank Borzage
- 1942 : Grand Central Murder de S. Sylvan Simon
- 1942 : Dr. Gillespie's New Assistant de Willis Goldbeck
- 1942 : La Double Vie d'André Hardy (Andy Hardy's Double Life) de George B. Seitz
- 1943 : Parade aux étoiles (Thousands Cheer) de George Sidney
- 1943 : Three Hearts for Julia de Richard Thorpe
- 1943 : Un nommé Joe (A Guy named Joe) de Victor Fleming
- 1944 : Le Chant du Missouri (Meet Me in St. Louis) de Vincente Minnelli
- 1944 : Les Blanches Falaises de Douvres (The White Cliffs of Dover) de Clarence Brown
- 1945 : L'Horloge (The Clock) de Vincente Minnelli
- 1945 : Ziegfeld Follies de Vincente Minnelli
- 1946 : La Pluie qui chante (Till the Clouds rolls by) de Richard Whorf
- 1946 : Cœur secret (The Secret Heart) de Robert Z. Leonard
- 1946 : Les Vertes Années (The Green Years) de Victor Saville
- 1946 : Les Demoiselles Harvey (The Harvey Girls) de George Sidney
- 1947 : Le Pays du dauphin vert (Green Dolphin Street) de Victor Saville
- 1947 : Quand vient l'hiver (If Winter comes) de Victor Saville
- 1948 : L'Enjeu (State of Union) de Frank Capra
- 1949 : Match d'amour (Take Me Out to the Ball Game) de Busby Berkeley
- 1949 : Madame porte la culotte (Adam's Rib) de George Cukor
- 1949 : Malaya de Richard Thorpe
- 1949 : Passion fatale (The Great Sinner) de Robert Siodmak
- 1950 : Le Chevalier de Bacchus (The Big Hangover) de Norman Krasna
- 1950 : Ma vie à moi (A Life of her Own) de George Cukor
- 1951 : Laisse-moi t'aimer (Mr. Imperium) de Don Hartman
- 1951 : La Vallée de la vengeance (Vengeance Valley) de Richard Thorpe
- 1951 : L'Amant de Lady Loverly (The Law and the Lady) de Edwin H. Knopf
- 1951 : L'Homme au manteau noir (The Man with a Cloak) de Fletcher Markle
- 1952 : Shadow in the Sky (en) de Fred M. Wilcox
- 1952 : Les Rois de la couture (Lovely to look at) de Mervyn LeRoy et Vincente Minnelli
- 1952 : La Première Sirène (Million Dollar Mermaid) de Mervyn LeRoy
- 1953 : La Perle noire (All the Brothers were Valiant) de Richard Thorpe
- 1954 : Au fond de mon cœur (Deep in my Heart) de Stanley Donen
- 1954 : Tennessee Champ de Fred M. Wilcox
- 1954 : L'Escadrille panthère (Men of the Fighting Lady) d'Andrew Marton
- 1954 : La Tour des ambitieux (Executive Suite) de Robert Wise
- 1954 : Les Sept Femmes de Barbe-Rousse (Seven Brides for Seven Brothers) de Stanley Donen
- 1955 : The Battle of Gettysburg de Herman Hoffman
- 1955 : La Fille de l'amiral (Hit the Deck) de Roy Rowland
- 1955 : La Toile d'araignée (The Cobweb) de Vincente Minnelli
- 1956 : Les Grands de ce monde (The Power and the Prize) de Henry Koster
- 1956 : La première balle tue (The Fastest Gun Alive) de Russell Rouse
- 1956 : Passé perdu (These Wilder Years) de Roy Rowland
- 1956 : Planète interdite (Forbidden Planet) de Fred M. Wilcox
- 1957 : Contrebande au Caire (Tip on a Dead Jockey) de Richard Thorpe
- 1957 : La Cage aux hommes (House of Numbers) de Russell Rouse
- 1958 : L'amour coûte cher (The High Cost of Loving) de José Ferrer
- 1958 : Libre comme le vent (Saddle the Wind) de Robert Parrish
- 1958 : Le Général casse-cou (Imitation General) de George Marshall
- 1958 : La Dernière Torpille (Torpedo Run) de Joseph Pevney
- 1959 : J'ai épousé un Français (Count Your Blessings) de Jean Negulesco
- 1960 : Cet homme est un requin (Cash McCall) de Joseph Pevney
- 1960 : I passed for White de Fred M. Wilcox
- 1961 : Anatomy of an Accident de LeRoy Prinz
- 1963 : The Balcony de Joseph Strick
- 1976 : Hollywood, Hollywood (That's Entertainment, Part II) de Gene Kelly (séquences nouvelles)

### À la télévision (intégrale)
- 1963 : Le Fugitif (The Fugitive), série (épisodes indéterminés)
- 1968 : Here's Peggy Fleming, téléfilm de Robert Scheerer

## Distinctions

### Nominations
- Oscar de la meilleure photographie :
  - En 1934, pour Une soirée à Vienne ;
  - En 1935, pour Agent numéro treize ;
  - En 1937, pour L'Enchanteresse ;
  - En 1944, catégorie couleur, pour Parade aux étoiles ;
  - En 1945, catégorie noir et blanc, pour Les Blanches Falaises de Douvres, et catégorie couleur, pour Le Chant du Missouri ;
  - En 1947, catégorie noir et blanc, pour Les Vertes Années ;
  - En 1948, catégorie noir et blanc, pour Le Pays du dauphin vert ;
  - En 1953, catégorie couleur, pour La Première Sirène ;
  - En 1954, catégorie couleur, pour La Perle noire ;
  - En 1955, catégorie noir et blanc, pour La Tour des ambitieux, et catégorie couleur, pour Les Sept Femmes de Barbe-Rousse ;
  - Et en 1964, catégorie noir et blanc, pour The Balcony.

### Récompense
- En 1988, Lifetime Achievement Award, décerné par l'American Society of Cinematographers (A.S.C.).